# Transcendentalfilosofi
Transcendentalfilosofi er en form for filosofi der behandler de grundlæggende betingelser for den menneskelige erkendelse. Argumentet er struktureret således: A er et givent faktum, B er en betingelse eller forudsætning for A, ergo må B gælde.
Betingelserne må således gælde universelt og for altid, og de kan som sådan ikke kritiseres, da de er uomgængelige betingelser. Transcendentalfilosofi gør det umuligt at se 'bagved' disse begreber, da man således skal gå ud over betingelserne for erkendelse og tænkning overhovedet. Derfor bliver metafysik umulig, i de fleste udgaver af transcendentalfilosofi.

## Historie
Transcendentalfilosfien blev grundlagt af Immanuel Kant. Han argumenterede ud fra eksistensen af syntetiske a priori sætninger. Edmund Husserl gik i en af sine faser ind for en Transcendental fænomenologi. I det tyvende århundreses argumenterer analytisk sprogfilosofi ud fra kommunikationens faktum således: Meningsfuld Kommunikation er et faktum, disse og disse begreber er en forudsætning for dette, ergo gælder begreberne. I Danmark har flere filosoffer udarbejdet sådanne teorier, eksempelvis Peter Zinkernagel, David Favrholdt og Kai Sørlander. David Favrholdt supplerer argumentationen med handlingsbegrebet, med et argument struktureret således: Handling er et faktum, disse og disse begreber er betingelser for handling, ergo gælder de. Ian Hacking kan også siges at bruge handslingsbaserede transcendentale argumenter i sin videnskabsteori.

## Etymologi
Ordet kommet af det latinske transcendere, hvilket betyder at overstige eller at gå ud over. Dette kan ses i sammenhæng med, at transcendentalfilosofien overstiger eller går ud over erkendelsen, da den behandler de første betingelser for at erkendelsen overhovedet kan finde sted.